# موش درختزار
موش درختزار (نام علمی: Thamnomys) نام یک سرده از زیرخانواده نیاموشان است.